# 샤를 9세
샤를 9세(프랑스어: Charles IX, 1550년 6월 27일 - 1574년 5월 30일)는 프랑스의 왕이다. 아버지는 프랑스 왕 앙리 2세(Henry II), 어머니는 카트린 드 메디시스이다. 프랑수아 2세의 동생이다. 큰형인 프랑수아 2세의 사망으로 10세에 왕위에 올라 14년 동안 프랑스를 통치하였다. 그러나 앙리 2세의 사망 이후 조금씩 몰락하기 시작한 왕권은 그의 치세에 이르러 크게 훼손되어 결국 성 바르톨로메오 축일 학살과 같은 사건으로 표출되었다. 건장한 육체에 승마와 사냥을 즐겼으나 모계인 메디시스 가문으로부터 비롯된 유전성 결핵으로 평생 고통스러워했고, 충동적이고 잔혹한 행동을 곧잘 하여 정신이 불안정하다는 평가를 받았다. 신성로마제국 황제인 막시밀리안 2세의 딸 오스트리아의 엘리자베트와 결혼하였으나 유년기에 죽은 딸 하나만을 두었다.